# Bataille d'Elli
Pour les articles homonymes, voir Bataille des Dardanelles (homonymie).
Première guerre balkanique
La bataille d'Elli ou bataille navale des Dardanelles est livrée le 16 décembre 1912, durant la première guerre balkanique (1912-1913), au large du cap Hellé (en grec moderne Έλλη, Élli), à l'entrée des Dardanelles. Elle oppose la marine royale hellénique, commandée par le contre-amiral Pavlos Koundouriotis, à la flotte ottomane, qui est battue. Elle est la plus grande (en termes de forces engagées) bataille navale de cette guerre.

## La bataille
Au départ, il s'agissait d'une tentative ottomane de briser le blocus grec à la sortie des Dardanelles. Dans la flotte ottomane se trouvaient les vieux cuirassés Barbaros Hayrettin et Mesudiye qui venaient de participer à la défense d'Adrianople, sur la ligne de Chataldzha. Ils avaient bombardé les forces bulgares depuis la mer de Marmara et avaient ainsi aidé à les repousser. Les navires ottomans furent appuyés par l'artillerie de leurs forts qui gardaient l'entrée du détroit.
Excédé par la lenteur des trois cuirassés de son escadre, l’Hydra, le Spetsai et le Psara, tous de construction ancienne, l'amiral grec Koundouriotis, qui commande à bord du croiseur cuirassé moderne Georgios Averoff, fait hisser le signal "Z", qui signifie action indépendante, et navigue seul à la rencontre de l'ennemi. Il réussit à barrer le T à la flotte ennemie, engage le navire-amiral et contraint ses adversaires à une retraite qui s'effectue dans le plus grand désordre.
Les deux flottes firent subir de sérieux dégâts à leur adversaire. Finalement, la flotte ottomane concéda qu'elle ne pouvait rompre le blocus et rentra dans les Dardanelles. Deux jours plus tard, une nouvelle tentative de sortie se solda par un nouvel échec.
La marine grecque poursuit son combat contre la flotte ottomane jusqu'en janvier 1913. La bataille de Lemnos, livrée le 18 janvier lui fait acquérir définitivement la maîtrise de la mer Égée.